# الأمير (فلم)

لقطة شاشة من فيلم الأمير كما عرض على قناة تونس 7

الأمير (بالفرنسية: Le Prince) شريط سينمائي تونسي فرنسي، من إخراج محمد الزرن عام 2004.

## الممثلون
- عبد المنعم شويط، في دور عادل.
- سنية المنقعي، في دور دنيا.
- مصطفى العدواني، في دور علي.
- أحمد السنوسي، في دور رؤوف.
- الطيب الوسلاتي، في دور صلاح.
- نصر الدين السهيلي، في دور منير.
- سلوى محمد، في دور الأم.
- علاء الدين أيوب، في دور Mr Gargouz.
- سليم محفوظ، في دور الأب.
- عبد الله ميمون، في دور الحارس.
- إلهام الشريف، في دور هدى.
- نضال قيقة، في دور نرجس.
- هدى بن عمر، في دور الكاتبة.
- أمل فارجي، في دور ليلى.

## روابط خارجية
- مقالات تستعمل روابط فنية بلا صلة مع ويكي بيانات